# Oldřich Smejkal
Oldřich Smejkal (22. listopadu 1908 Chroustovice – 15. září 1998 Chrudim) byl český a československý politik, poslanec Prozatímního a Ústavodárného Národního shromáždění za Československou sociální demokracii.

## Biografie
Vyučil se tesařem a vedl malé zemědělské hospodářství v Chroustovicích. Od roku 1927 působil v komunální politice, později i na okresní úrovni. Od roku 1932 se angažoval v zemědělském družstevnictví. Ve 30. letech se stal členem agrární strany. V období let 1934–1936 byl předsedou republikánského dorostu v Čechách. Spolupracoval s listem Mladý venkov. Roku 1937 byl delegátem sjezdu mírového hnutí mládeže v Paříži.
V letech 1930-1945 byl tajemníkem a později místostarostou v rodných Chroustovicích. V letech 1950-1966 působil coby režisér ochotnického divadla v Chroustovicích. Vstup do celostátní politiky v roce 1945 mu doporučil Bohumil Laušman. Vzhledem k tomu, že předválečná agrární strana nebyla již po osvobození obnovena, vstoupil roku 1945 do sociální demokracie. V letech 1946–1948 byl členem jejího ústředního výkonného výboru.
V letech 1945-1946 byl poslancem Prozatímního Národního shromáždění za sociální demokraty. Po parlamentních volbách v roce 1946 usedl za sociální demokracii do Ústavodárného Národního shromáždění. Setrval zde formálně do voleb do Národního shromáždění roku 1948. Od roku 1946 zastával post předsedy zemědělského výboru národního shromáždění. Byl též předsedou Rady československých zemědělců. V rámci strany se řadil k centristům okolo Bohumila Laušmana.
Po únorovém převratu 1948 byl vytlačen z politických funkcí. Po dvacet let pracoval jako stavbyvedoucí. Do politiky se zapojil ještě po sametové revoluci. Udržoval kontakty s obnovující se sociálně demokratickou stranou (s Jiřím Horákem), ale členem ČSSD se již nestal. Měl též styky s představiteli exilové agrární strany.